# Karadigudd S.A., Badami
Karadigudd S.A. là một làng thuộc tehsil Badami, huyện Bagalkot, bang Karnataka, Ấn Độ.